# Día Mundial del Lupus
El Día Mundial del Lupus se conmemora el 10 de mayo, desde 2004, fue promovido por la Federación Mundial de Lupus con el fin de concientizar, fomentar la investigación y mejorar la atención médica de las personas que viven con lupus.
Según la Fundación Americana de Lupus, más de cinco millones de personas en el mundo esta enfermedad.

## Proclamación
Durante el Congreso Internacional de Lupus de 2001 organizaciones internacionales pidieron el establecimiento de la Semana Mundial de Lupus, para difundir y hablar de las necesidades de las pacientes de lupus y sus especialistas; lamentablemente no se logró obtener el financiamiento para poner en funcionamiento el programa.
En ese mismo año la Fundación Americana de Lupus obtuvo una presupuesto de Pfizer para el programa Fortalecimiento de las Organizaciones de Pacientes de Lupus por todo el Mundo y con ello integrar un panel asesor internacional compuesto por representantes de asociaciones de lupus.
El programa consistió en encuestar a las organizaciones para identificar los desafíos así como los temas de interés sobre sus propias organizaciones y pacientes de lupus en sus respectivas comunidades. Como resultado de la investigación de detectaron como necesidades:
- Realización de campañas de sensibilización sobre la enfermedad
- Educación para pacientes recién diagnosticadas.

Posteriormente se realizó un taller para desarrollar información y materiales de las necesidades detectadas.
En el año 2003 se obtuvo una segunda subvención y con ello se estableció el Programa de Cohesión de la Sensibilización y Divulgación en todo el mundo sobre Lupus, con ello el comienzo de las actividades globales gubernamentales para promover el apoyo a la investigación en la enfermedad, servicios de atención de la salud y educación.
El 10 de mayo de 2004 se presentó por primera vez globalmente el Día Mundial del Lupus durante el VII Congreso Internacional de Lupus Eritematoso Sistémico y otras Enfermedades Relacionadas en Nueva York. 

### Manifiesto
El comité organizador del día mundial del lupus desarrolló un manifiesto como un componente fundamental para obtener el respaldo gubernamental a las necesidades de los pacientes con lupus. 